# 新埔鎮
新埔鎮（海陸腔客拼：sinˋ buˋ zhinˊ），舊稱「吧哩嘓」，位於臺灣新竹縣北部，鎮內人口約有3.3萬人，以生產稻米、水梨、柿子和柿餅聞名。

## 歷史
- 舊稱吧哩嘓，原為平埔原住民族道卡斯族打獵的荒埔，漢人最早開墾新埔地區的記載是在雍正年間，來自廣東省惠州府陸豐縣、嘉應州鎮平縣、潮州府饒平縣等地移民陸續入墾竹塹東北之吧哩國地帶。由於當年清政府對於渡臺開墾並未有統一的政策，加上新埔地區原本即為平埔原住民族竹塹社人之居地，因而可推測早期漢人在新埔並未有大規模的開墾，只有為數不多的零星移入。
- 乾隆12年（西元1747年）竹塹社人因水患之故，在土目衛阿貴和錢子白率領之下整族遷移，入墾新埔地區。
- 乾隆31年（1766年）陳石生等開闢枋寮圳，灌溉田地範圍包括三角埔（今新民里）、窩口（今南平里）、枋寮一帶。
- 乾隆49年（1784年）新埔則已出現來自陸豐及鎮平的粵籍移民聚落，也將荒地開發成農田，「新埔庄」之名也在此時開始使用，意即為「新開發的河埔地」。
- 乾隆56年（1791年）竹塹社土目衛阿貴在新埔地區大規模招佃，欲前往鹹菜甕（今關西鎮）開墾，可見當時以竹塹社人為大業主，向其承墾土地或是應招為佃農仍是漢民族進入當地開墾的主要方式。

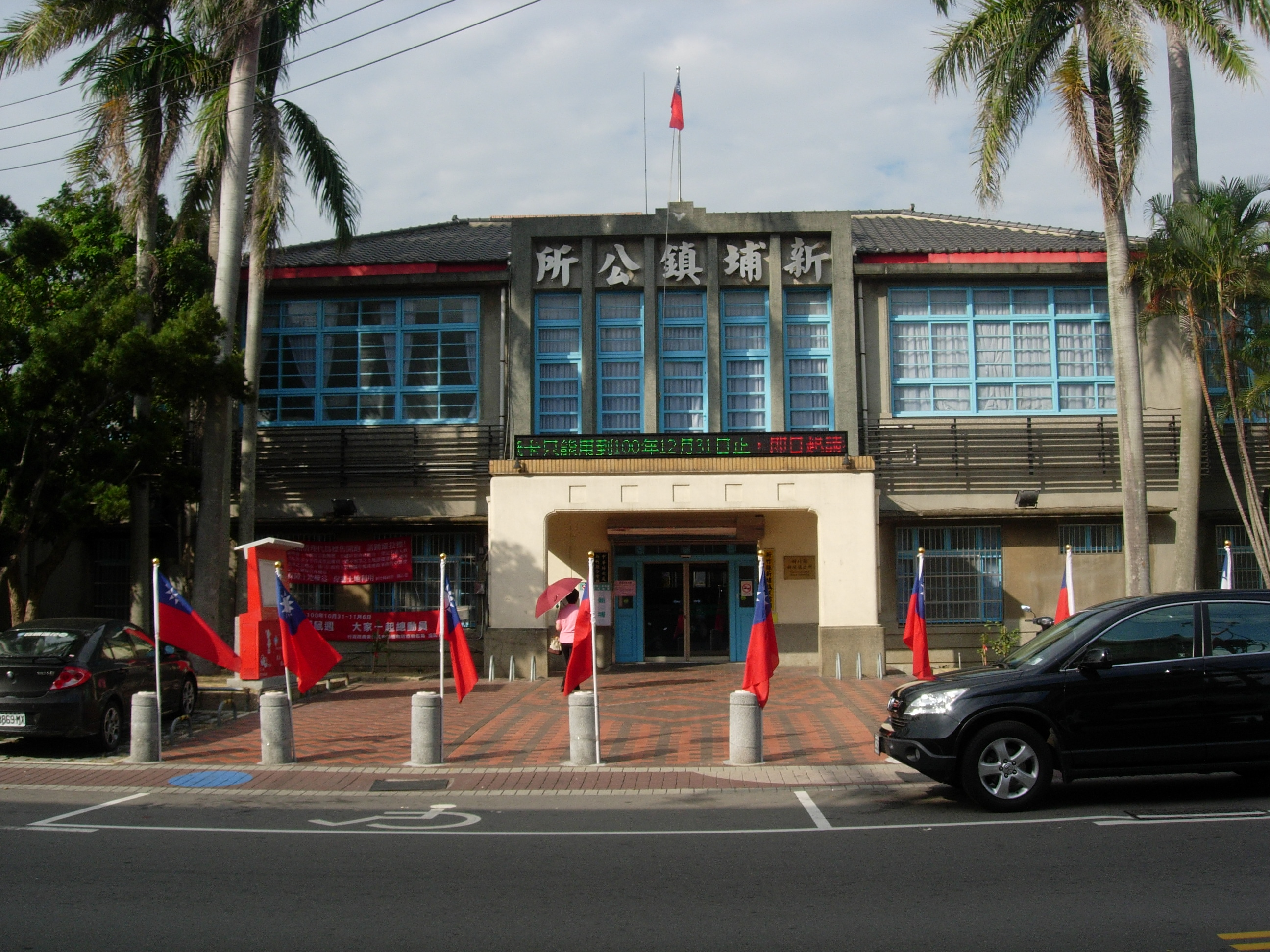
舊新埔鎮公所為一歷史建築

- 到了19世紀初期的清嘉慶年間，新埔街庄已經成為米、蔗糖、茶葉和樟腦等重要農產品的集散地，從廣東陸豐所引進的椪柑亦從此時開始種植。
- 19世紀中葉新埔的商業發展到達頂峰，著名的新埔6大商號－天順號、義利號、錦勝號、興隆號、金和號、黃元和均已成形。
- 光緒15年（1889年）新埔地區在行政上被劃歸為竹北二堡下的「新埔街」，當時的竹北二堡行政區範疇包括今日的竹北、新埔、湖口、新豐、六家、竹東，然僅有新埔與竹東稱「街」（竹東當時稱為「樹杞林街」），其他的地區只稱作「庄」，可見新埔當年的開發繁榮。

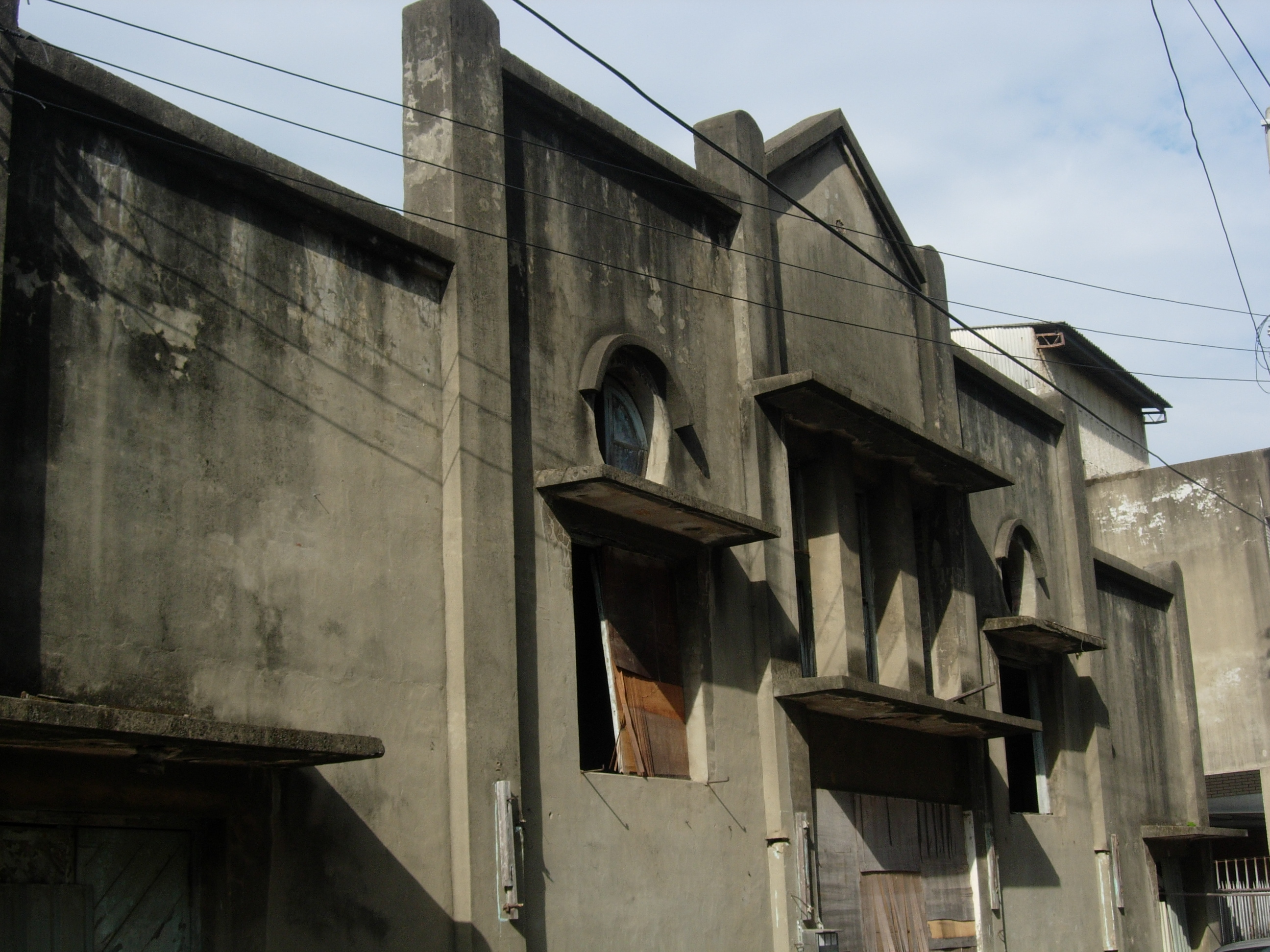
成功老街上的新埔戲院舊址

- 光緒21年（1895年）的乙未戰爭中，新埔庄曾發生激烈的抗日行動，導致數名日軍及數百名義勇軍陣亡此地。日軍為逼出躲於庄內頑抗的義勇軍，實施火燒庄的行動，導致新埔庄街一度毀於大火。
- 日治時期初期沿用清代區劃，後進行街庄整併，1901年設立新埔支廳，屬新竹廳，下轄新埔區(今新埔鎮北平里、四座里、五埔里、內立里以西)、大茅埔區(今新埔鎮照門里、巨埔里、鹿鳴里、新北里)、大湖口區(今湖口鄉)、紅毛港區(今新豐鄉)。1920年廢廳、支廳、區、街庄改州、郡、庄、大字；新埔區、大茅埔區兩區合併為新埔庄，屬新竹州新竹郡，轄域內分為內立、南打鐵坑、犂頭山、石頭坑、新埔、五分埔、四座屋、樟樹林、田新、旱坑子、大坪、大茅埔、照門、鹿鳴坑、汶水坑、北打鐵坑、枋寮、大坪窩18個大字，1941年新埔庄升格為「新埔街」。

- 1945年中華民國政府接收台灣後，廢除州郡制度，改新竹州為新竹縣，新竹郡改為新竹區，新埔街改為新埔鎮。之後政府於1950年實施調整縣市行政區劃，將新竹縣劃分為桃園縣、新竹縣、苗栗縣三縣，並廢除縣轄區，新埔鎮直隸於新竹縣至今。

漢人入墾新埔已有200多年的歷史，在此當中的客家先民由於較早移入，加以新埔地理上的封閉性，使得新埔仍保有濃厚的客家傳統，而枋寮的義民廟更是新埔及整個北部地區客家人信仰的中心。

## 地理
新埔鎮地勢東西約16公里、南北10公里有餘，全鎮面積72.19平方公里。新埔鎮位於店子湖台地南側，山多平原少，地理上被自東而來的鳳山溪和自東北方向匯流的霄裡溪所貫穿，鎮上主要的聚落沿著溪谷的河階地往東西兩側發展，在狹小的沖積平原聚集成街。

### 位置
新埔鎮位於新竹縣東北方，東接關西鎮、西臨竹北市、南接芎林鄉、北接湖口、楊梅、龍潭等地。

### 地形
新埔主要為丘陵地形。
- 北為丘陵，連接湖口臺地，霄裡溪與鳳山溪匯流。
- 南為關西山脈。
- 西為山脈至犁頭山而止。

鳳山溪經關西流出，形成狹小平地。靠南凹凸不平的丘陵凹陷處，當地人依地形群聚而居，形成特殊的「窩湖」聚落景觀。

### 人口
根據新竹縣新埔戶政事務所統計，2024年底新埔鎮戶數約1.3萬戶，人口約3.3萬人，鎮內人口最多與最少的里分別是文山里與清水里，2024年底兩里人口分別為5,506人與404人。新埔鎮與新竹縣其他地區相同，面臨人口老化與少子化問題，新埔鎮總人口中，有8.12%的人口年齡在0至14歲，69.94%是15至64歲的青壯年人口，65歲以上的老年人口則有21.94%。

## 政治

### 歷任首長
| 屆次  | 姓名   | 黨籍       | 任期                           | 備註 |
| ----- | ------ | ---------- | ------------------------------ | ---- |
| 1     | 潘欽龍 |            | 1951年7月1日－1953年6月30日    |      |
| 2-3   | 邱火亮 |            | 1953年7月1日－1960年1月4日     |      |
| 4     | 陳利興 |            | 1960年1月5日－1964年2月28日    |      |
| 5-6   | 黃阿龍 |            | 1964年3月1日－1973年3月31日    |      |
| 7-8   | 林義明 |            | 1973年4月1日－1982年2月28日    |      |
| 9-10  | 陳庭輝 |            | 1982年3月1日－1990年2月28日    |      |
| 11-12 | 蔡文正 |            | 1990年3月1日－1998年2月28日    |      |
| 13-14 | 范曰富 | 中國國民黨 | 1998年3月1日－2006年2月28日    |      |
| 15-16 | 賴江海 | 中國國民黨 | 2006年3月1日－2014年12月24日   |      |
| 17-18 | 林保祿 | 無黨籍     | 2014年12月25日－2022年12月24日 |      |
| 19    | 陳英樓 | 中國國民黨 | 2022年12月25日－2026年12月24日 | 現任 |

### 鎮政組織

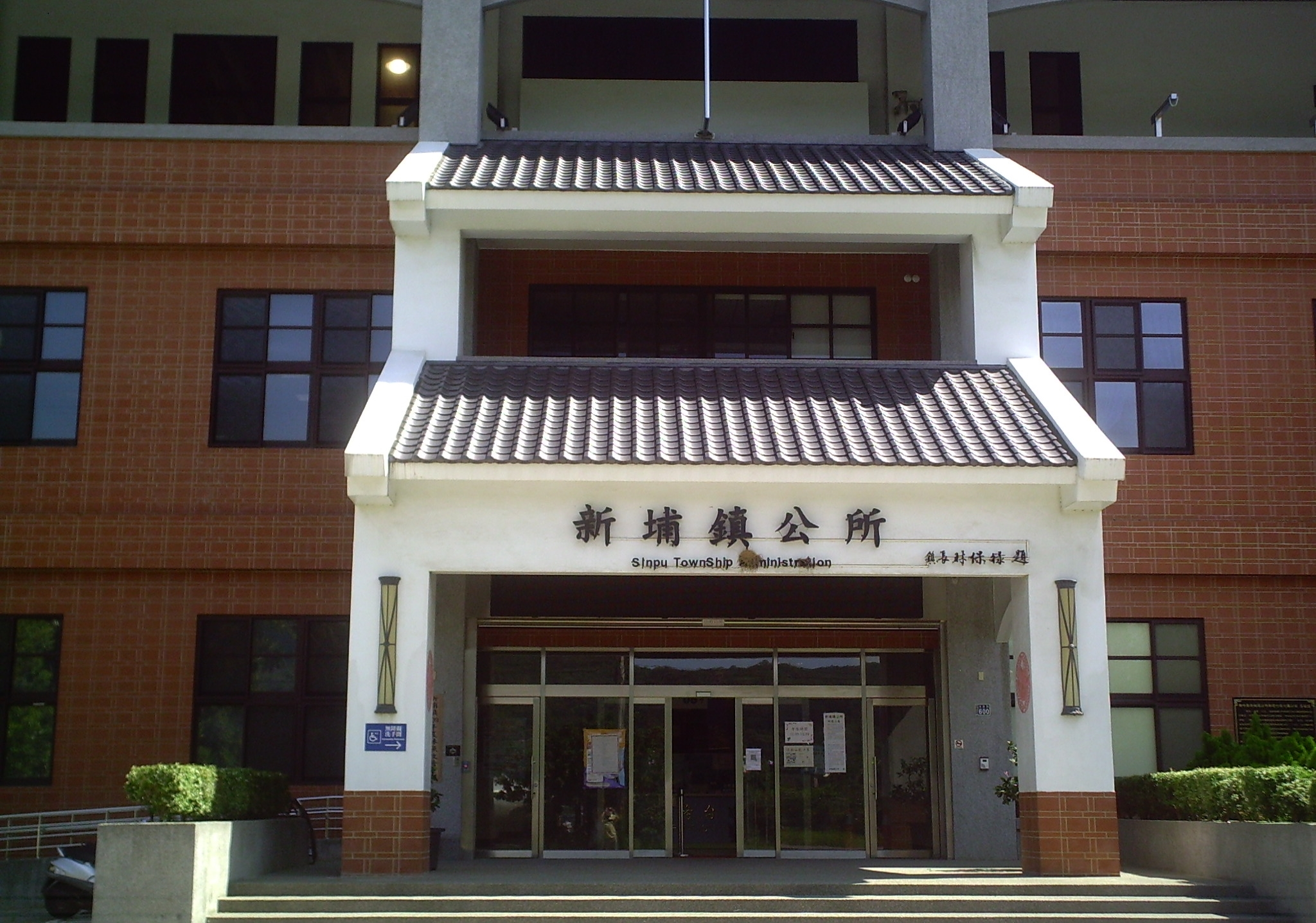
搬遷後的新埔鎮公所

新埔鎮公所是新埔鎮最高層級的地方行政機關，在中華民國政府架構中為鎮自治的行政機關，同時負責執行縣政府及中央機關委辦事項，新埔鎮的自治監督機關為新竹縣政府。鎮長由全體鎮民直接選舉產生，任期為四年，可連選連任一次。新埔鎮公所並置鎮政會議，為鎮政最高決策機構，在鎮長之下，設有5課4室等9個內部單位及3個附屬機關。
新埔鎮民代表會是新埔鎮的最高民意機關，代表新埔鎮全體鎮民立法和監察鎮政。鎮民代表由公民直選選出，任期為四年，可連選連任。新埔鎮民代表會共有11位鎮民代表，分別為第一選區5席鎮民代表、第二選區2席鎮民代表、第三選區2席鎮民代表、第四選區2席鎮民代表，主席、副主席由11位鎮民代表互選產生。

### 行政區劃
| 新埔鎮行政區劃 |
|                |

新埔鎮轄區二戰後轄21里。1977-1981年間，雲南里併入內立里，大坪里併入照門里。現共分為十九個里：
| 次分區   | 里名   | 里名   | 里名   | 里名   | 里名   | 里名   |
| -------- | ------ | ------ | ------ | ------ | ------ | ------ |
| 市中心區 | 新埔里 | 新生里 | 新民里 | 田新里 | 四座里 | 五埔里 |
| 西北區   | 下寮里 | 上寮里 | 南平里 | 北平里 | 旱坑   |        |
| 溪南區   | 文山   | 寶石里 | 內立里 |        |        |        |
| 東北區   | 照門里 | 巨埔里 | 鹿鳴里 | 清水   | 新北里 |        |

### 鎮內行政機關及公營事業
- 交通部公路局新竹區監理所
- 農業部桃園區農業改良場新埔工作站
- 農業部農田水利署新竹管理處新埔工作站
- 新竹縣政府警察局新埔分局
- 新竹縣政府警察局新埔分局寶石派出所
- 新竹縣政府警察局新埔分局照門派出所
- 新竹縣政府警察局新埔分局褒忠派出所
- 新竹縣政府消防局第三大隊暨新埔分隊
- 新竹縣新埔鎮戶政事務所
- 新埔鎮衛生所
- 臺灣菸酒公司 新埔營業所
- 台灣電力公司 新埔服務所
- 台灣自來水股份有限公司第三區管理處竹北營運所新埔淨水廠
- 新竹瓦斯股份有限公司新關站

## 經濟

### 農業

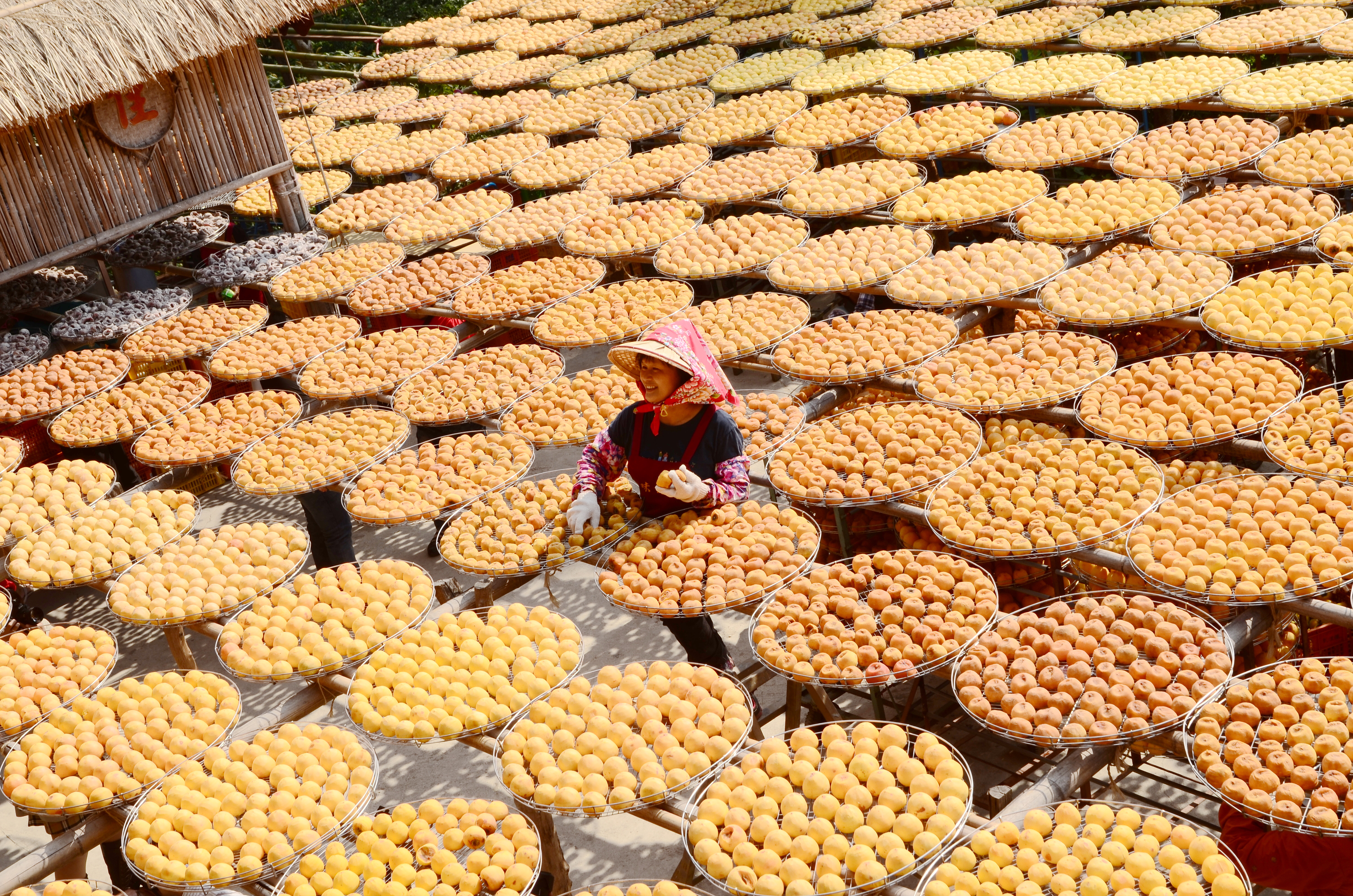
新埔柿餅

稻米主要種植於鳳山溪及霄裡溪兩側沖積平原及河階地，而主要米倉位於新埔農會四座里穀倉及百年糧商 老永昌碾米廠。柑橘遍布於丘陵地及山區種植面積約100多公頃，以寶石里、內立里、照門里、南平里、北平里、鹿鳴里、新北里為主要生產地。水梨生產季節於6月至8月，為新竹縣第一大產區，栽培面積占全新竹縣70%，以南平里、北平里、照門里為主要生產地，並於南平里設有 水梨專業區。新埔柿餅主要使用原料為牛心柿(大宗)、石柿、筆柿，除了新埔本地少量生產新鮮石柿加工外，其主要引進其他地區生產的牛心柿及筆柿進行加工，生產期落在9至12月，主要加工生產地為旱坑里，其產業發展已有百年歷史，並設有 柿餅專業區，新埔的粄條美食也相當聞名，與高雄美濃的粄條齊名有北新埔南美濃之稱。
- 稻米
- 水梨(豐水梨、蜜雪梨、新興梨、幸水梨、黃金梨等）
- 茂谷柑、桶柑、椪柑、海梨等柑橘類
- 柿餅
- 粄條

### 工業
- 遠東新世紀股份有限公司化學纖維總廠（遠東紡織）
- 力成科技股份有限公司新埔廠
- 大享玻璃容器專業製造廠
- 大同瓷器股份有限公司
- 安石鋼管股份有限公司
- 亞崴機電股份有限公司
- 琉明光電股份有限公司

### 金融
歷史
- 新竹中小企業銀行新埔分行

新竹中小企業銀行，原稱新竹區合會，1949年設「辦事處」於新埔，1957年改稱新竹區合會儲蓄公司新埔分公司，1978年改制銀行後，改稱新竹中小址業銀行新埔分行。自第一銀行遷至竹北，1999年改為「新竹國際商業銀行新埔分行」，2007年因英商渣打銀行台北分公司在臺灣所有資產與營業全部讓與新竹國際商業銀行，並正式更名為渣打國際商業銀行股份有限公司新埔分行，2017年9月8日正式畫下句點，其業務全數轉至竹北分行。
- 第一商業銀行新埔分行

1947年11月15日第一商業銀行新竹分行於新埔設辦事處，租潘欽龍店營業。其後向基督教長老會購得現址。1952年升格為新埔分行。1961年6月7日又改稱新埔辦事處。1966年9月1日又再升為新埔分行。1993年8月16日遷至竹北市，留下一部提款機於新埔街。
現況
- 新竹縣新埔鎮農會
- 上海商業儲蓄銀行北新竹分行
- 中華郵政公司新埔郵局[11]
- 中華郵政公司新埔中正郵局

## 文化

### 考古遺址
- 內立遺址
- 犁頭山遺址

該遺址位於文山里犁頭山一帶(新埔與竹北交界)，可能包含繩紋紅陶文化(紅毛港類型)、山佳文化。

## 教育

### 高級中等學校
- 內思學校財團法人新竹縣內思工業高級中等學校

### 國民中學
- 新竹縣立新埔國民中學
- 新竹縣立照門國民中學
- 內思學校財團法人新竹縣內思工業高級中等學校國中部

### 國民小學
- 新竹縣新埔鎮新埔國民小學
- 新竹縣立北平華德福實驗學校(北平國民小學)
- 新竹縣新埔鎮清水國民小學
- 新竹縣新埔鎮照東國民小學
- 新竹縣新埔鎮寶石國民小學
- 新竹縣新埔鎮文山國民小學（含文山國小楓樹伯公）
- 新竹縣新埔鎮枋民小學
- 新竹縣新埔鎮照門國民小學
- 新竹縣新埔鎮新星國民小學

## 交通

### 公路
- 市道115號：桃園市楊梅區 - 新埔鎮 - 芎林鄉
- 縣道117號：湖口鄉 - 新埔鎮 - 竹北市
- 市道118號：竹北市 - 新埔鎮 - 關西鎮

### 公車客運

#### 一般公路客運
- 亦捷科際[12]

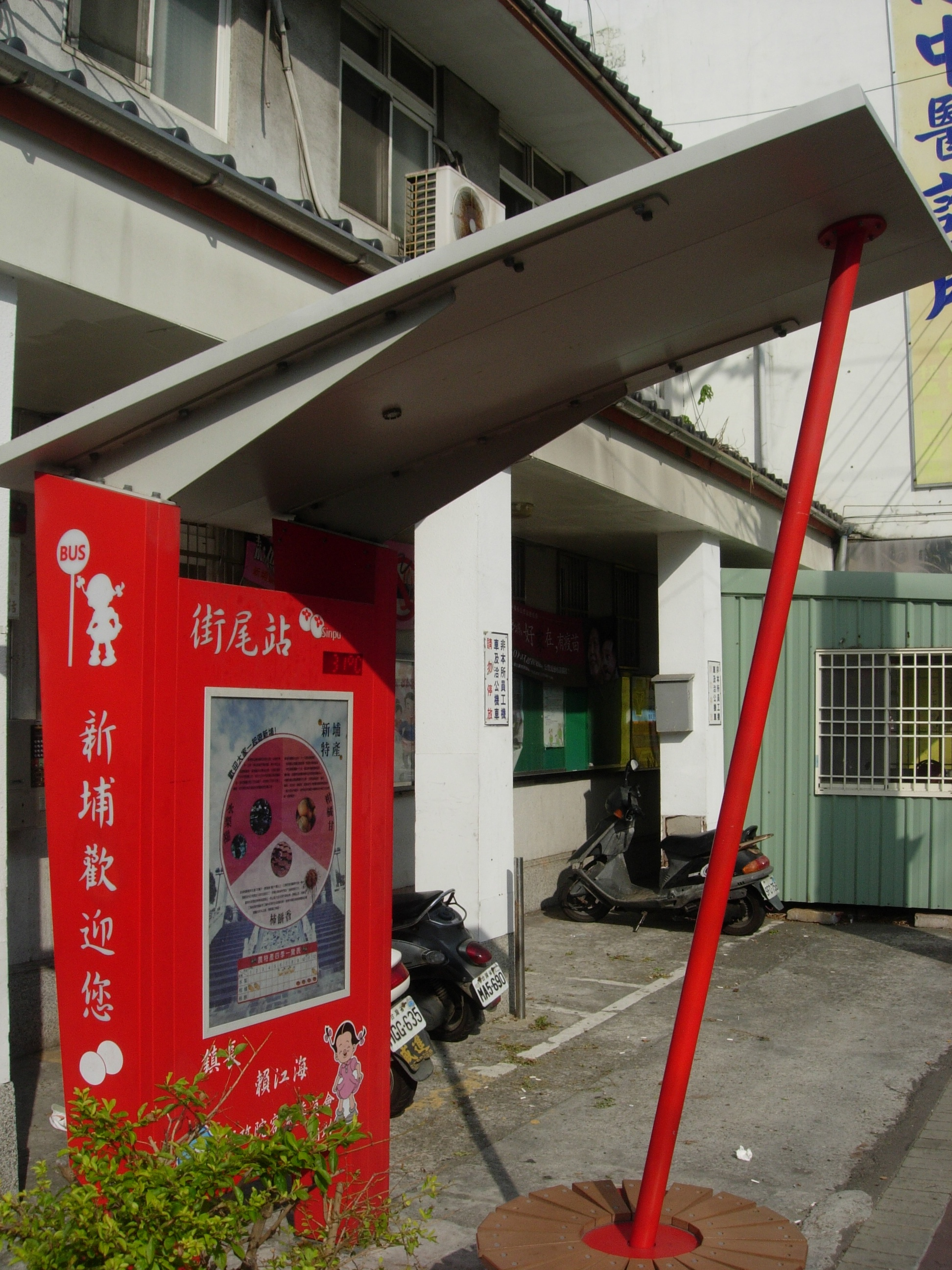
新埔鎮特色站牌

  - 5619新竹 - 竹北口 - 竹北 - 犁頭山 - 新埔 - 關西
  - 5620新竹 - 竹北口 - 竹北 - 犁頭山 - 新埔 - 關西 - 龍潭 - 山子頂 - 中壢
  - 5621新竹 - 竹北口 - 竹北 - 義民廟 - 太平窩口 - 新埔

- 科技之星
  - 新竹縣HTS快捷公車:
    - 快捷5號 湖口工業區-下排子 - 下枋寮 - 新瓦屋 - 義民廟 - 百木達景觀休閒花市 - 褒忠自強北路口 - 高鐵新竹站[13]
- 金牌客運
  - 觀光1號 高鐵新竹站 - 九芎湖 （僅國定例假日行駛）

#### 新埔鎮幸福巴士[14]
- 捷乘客運[15]
  - 新埔鎮公所 - 高鐵新竹站
  - 高鐵新竹站 - 新埔 - 關西迎風館
  - 新埔 - 楊梅（經清水）
  - 楊梅 - 新埔 - 湖口線（經北坑口、舊湖口）
  - 龍潭 - 新埔 - 芎林（經三水、內立）

## 旅遊

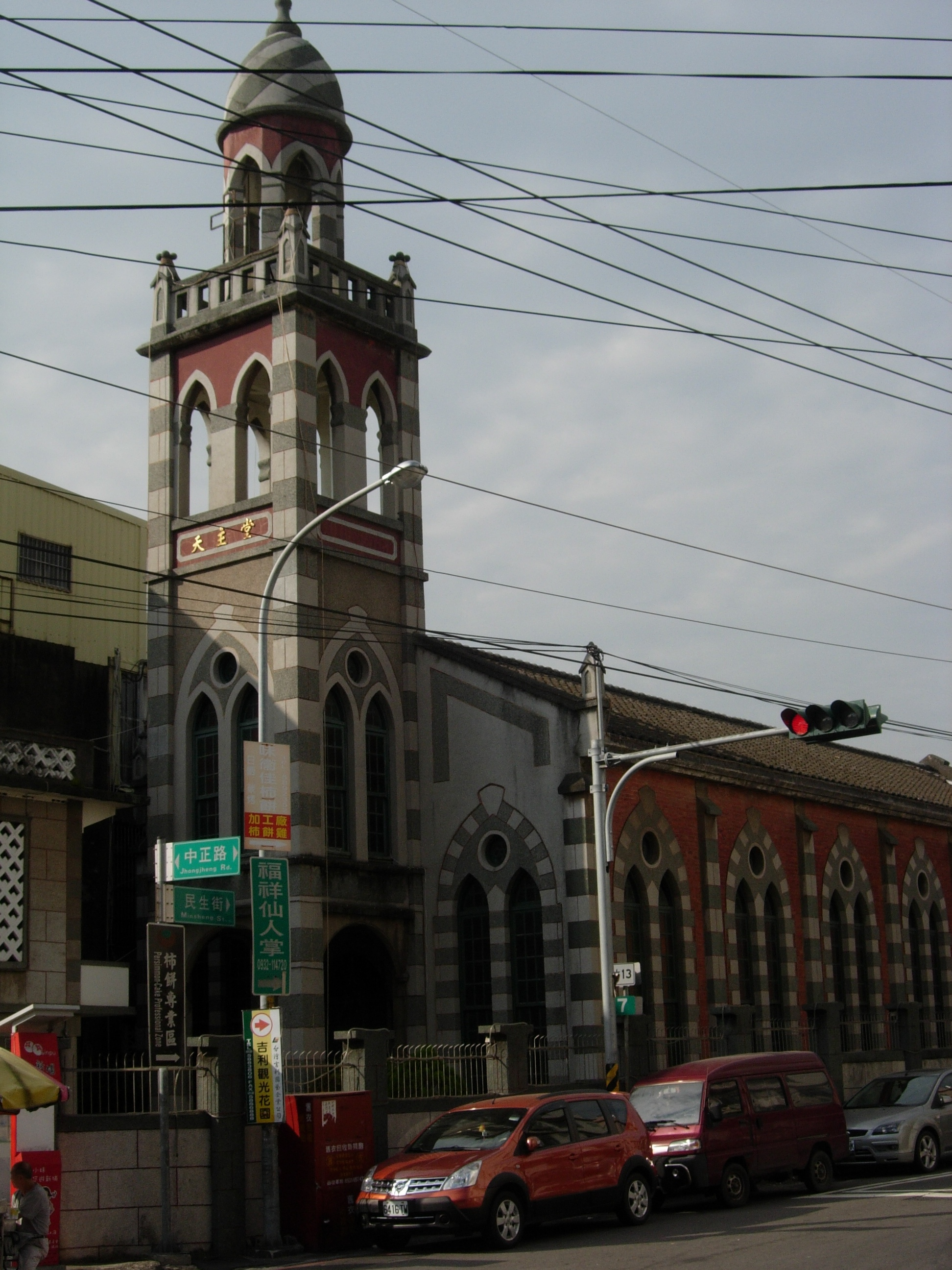
新埔天主堂

宗教
- 蓮華山三聖宮
- 新埔廣和宮
- 新埔與天宮
- 新埔文昌祠
- 文山國小楓樹伯公
- 枋寮義民廟（褒忠亭）
- 二十七公墓
- 新埔天主堂

自然生態
- 巨埔步道 （页面存档备份，存于）
- 清水古道 （页面存档备份，存于）
- 燒炭窩古道 （页面存档备份，存于）
- 新埔日本公園
- 雲夢山丘

人文歷史
- 吳濁流故居與督憲光臨紀念碑
- 新埔南園（王惕吾故居、聯合報系員工休閒中心）
- 新埔蔡屋暨蔡蔭棠故居(縣定古蹟)
- 新埔國小校長宿舍〈新埔宗祠客家文化導覽館〉(中正路)新埔國小校長宿舍
- 新埔漫畫巷
- 新埔怒潮亭

農業景點

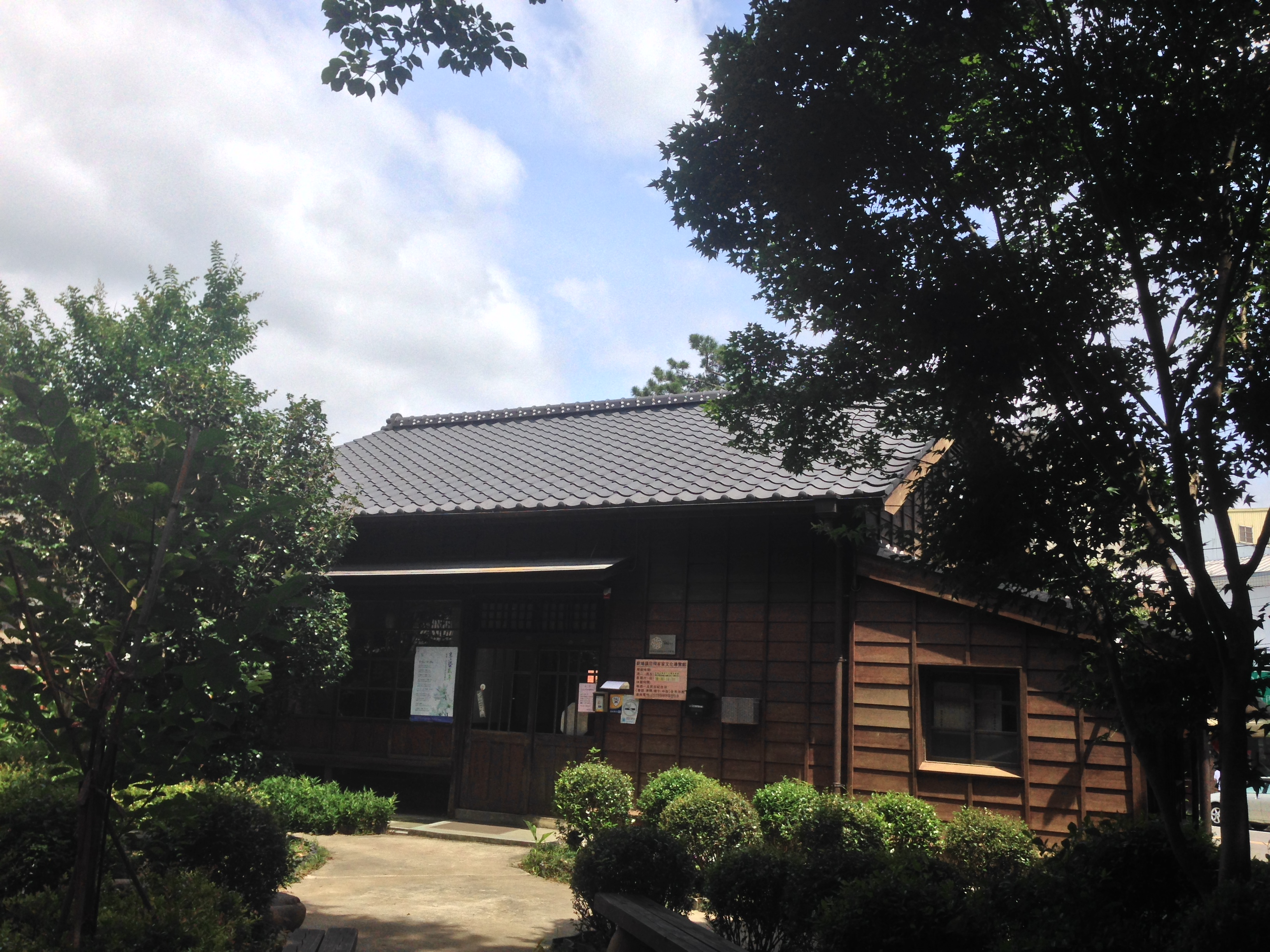
新埔國小校長宿舍

- 富茂蘭園（蝴蝶蘭、東亞蘭、國蘭、雜屬蘭、茶花）

### 三街六巷九宗祠

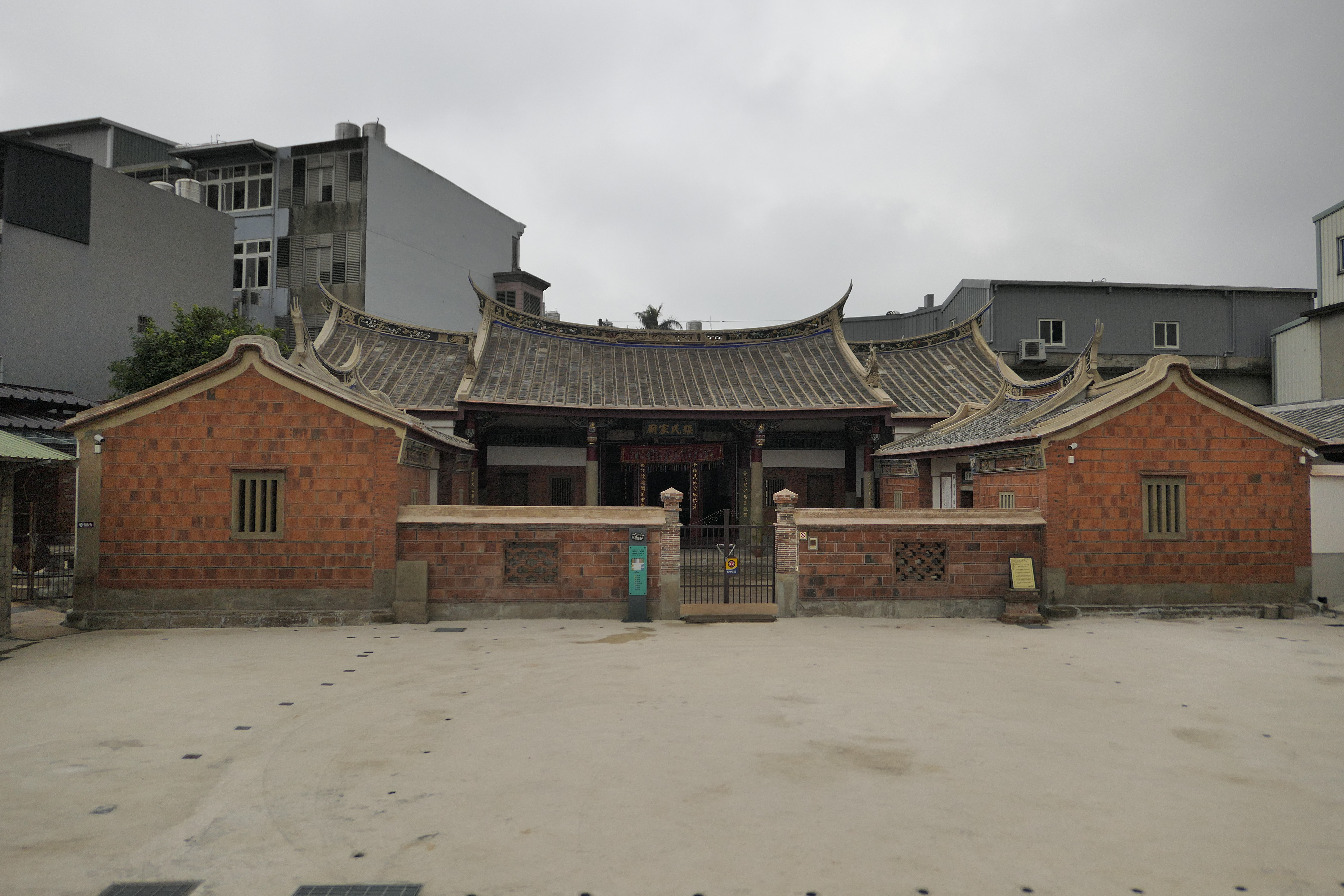
新埔張氏家廟

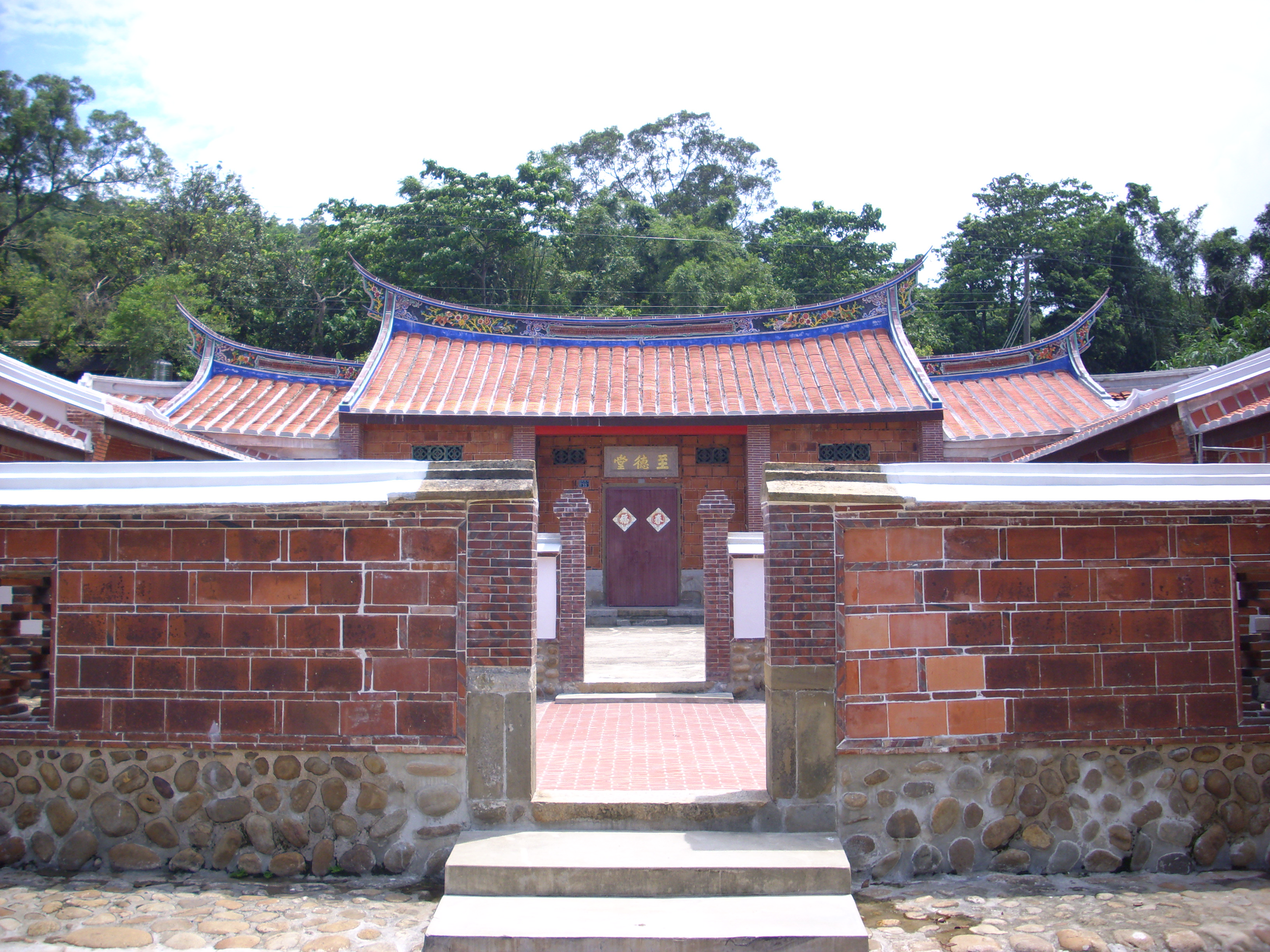
吳濁流故居

3街中正路、和平街、成功街3條路街。
6巷大水巷、花燈巷、漫畫巷、燕子巷、戰鬥巷、逃學巷。
9宗祠
- 新埔陳氏宗祠(中正路)(縣定古蹟)新埔陳氏宗祠

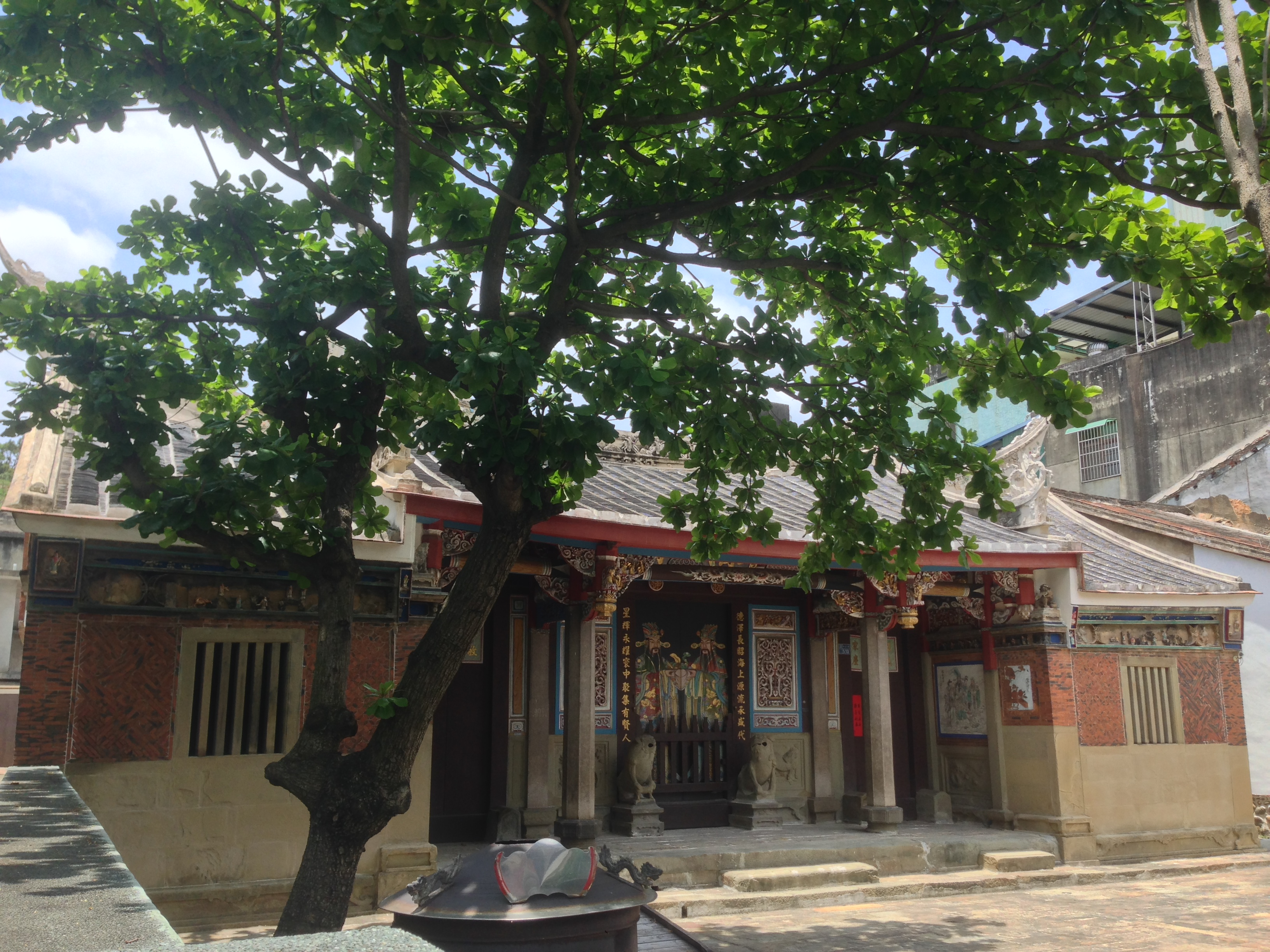
新埔陳氏宗祠

- 新埔潘屋(和平街)(縣定古蹟)新埔潘屋

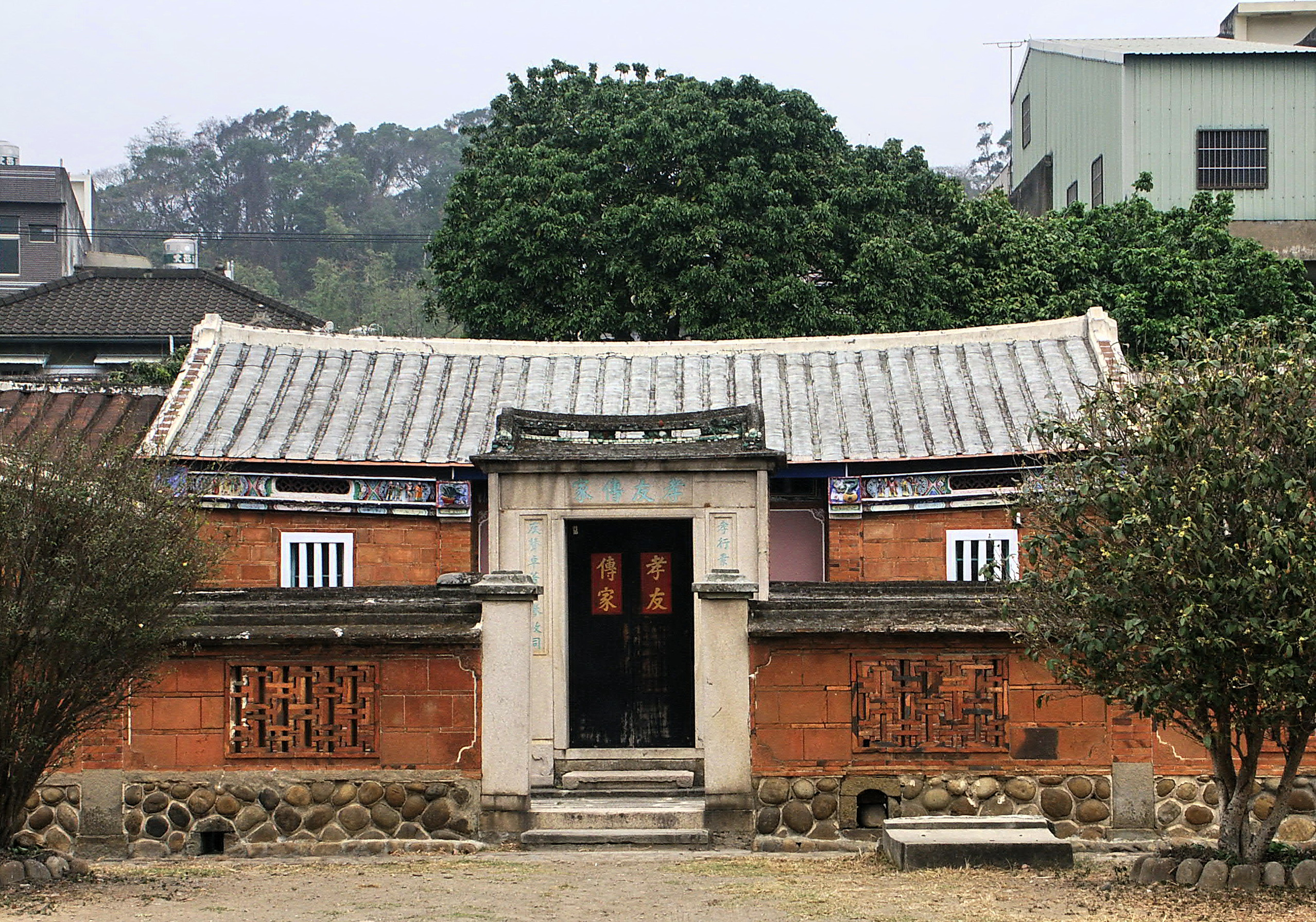
新埔潘屋

- 新埔劉家祠(和平街)(縣定古蹟)新埔劉家祠

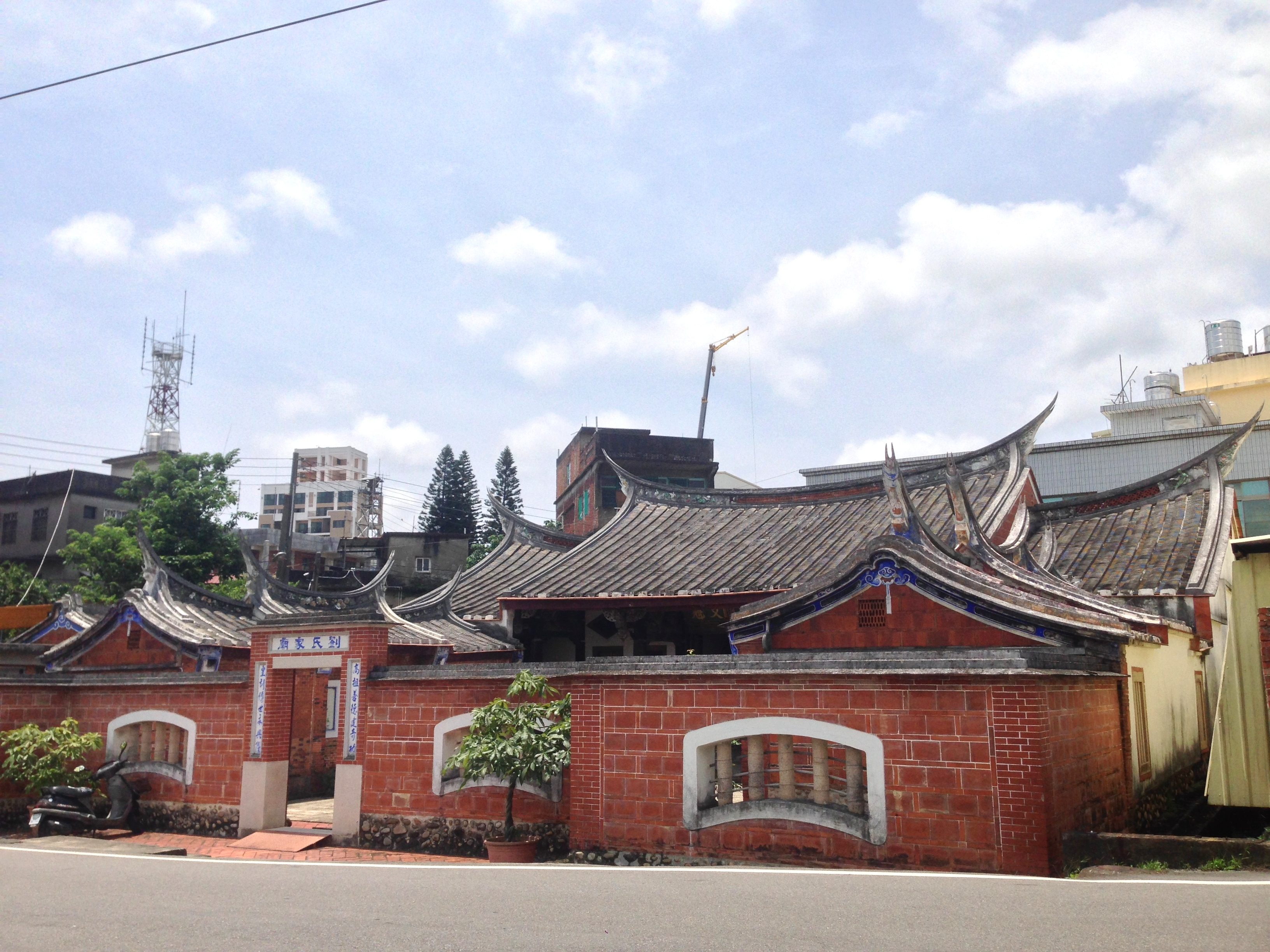
新埔劉家祠

- 新埔張氏家廟(和平街)(縣定古蹟)新埔張氏家廟
- 新埔朱氏家廟(和平街)新埔朱氏家廟
- 新埔范氏家廟(成功街)(縣定古蹟)

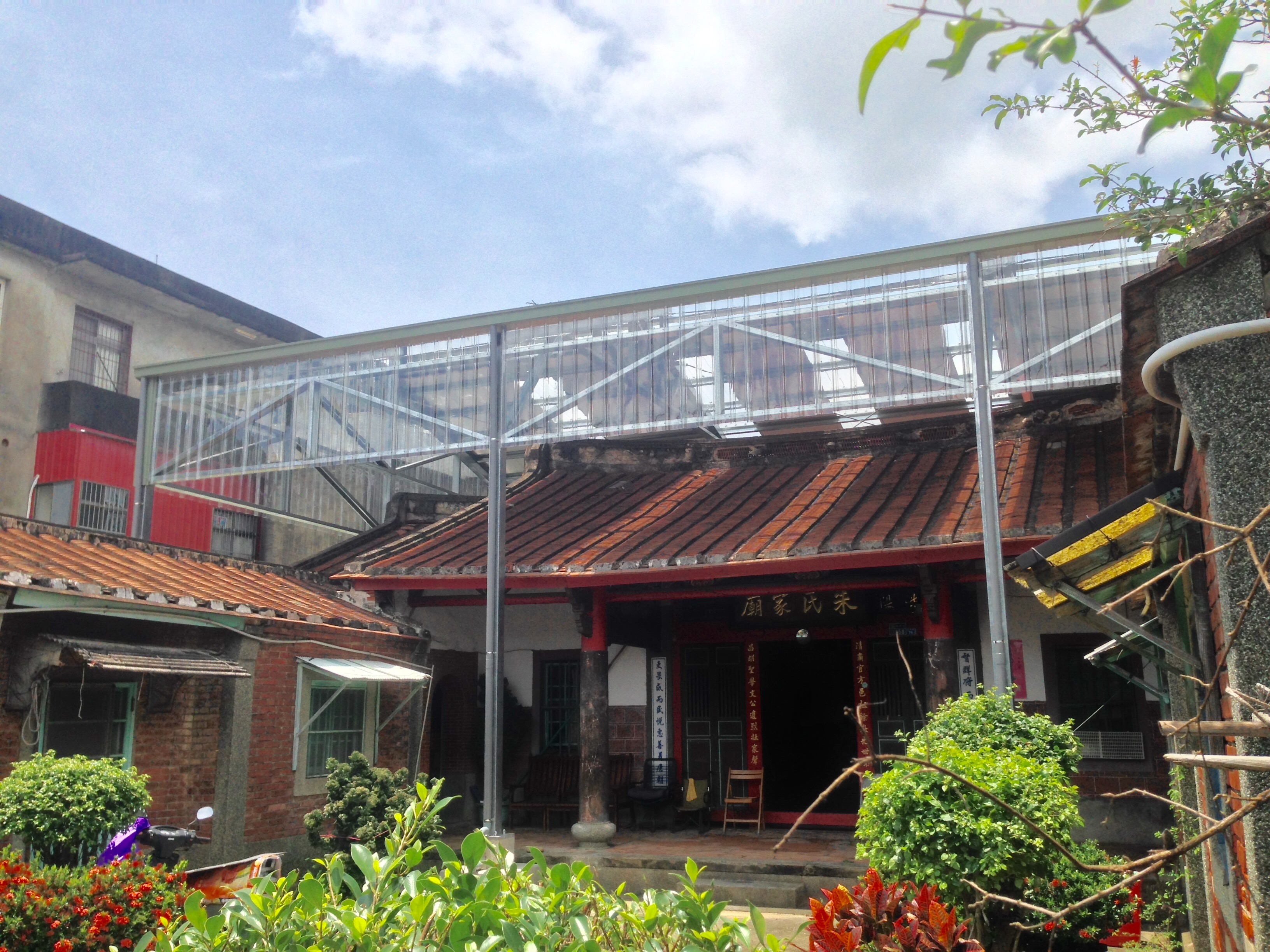
新埔朱氏家廟

- 新埔林氏家廟(成功街)(縣定古蹟)新埔林氏家廟

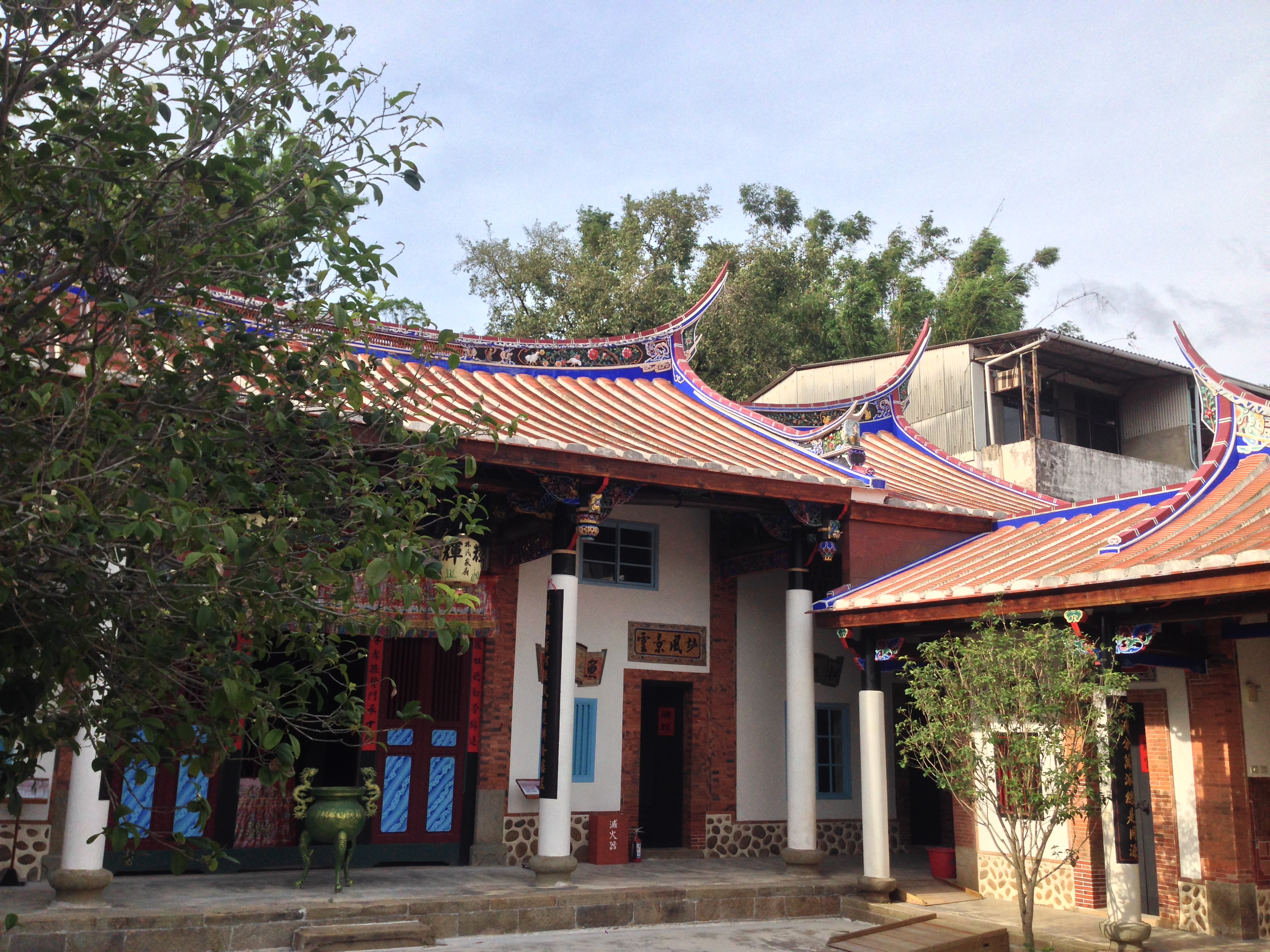
新埔林氏家廟

- 新埔上枋寮劉宅(劉氏雙堂屋)，又稱「雙堂屋」，為新竹縣第三級古蹟(外圍)。)劉氏雙堂屋

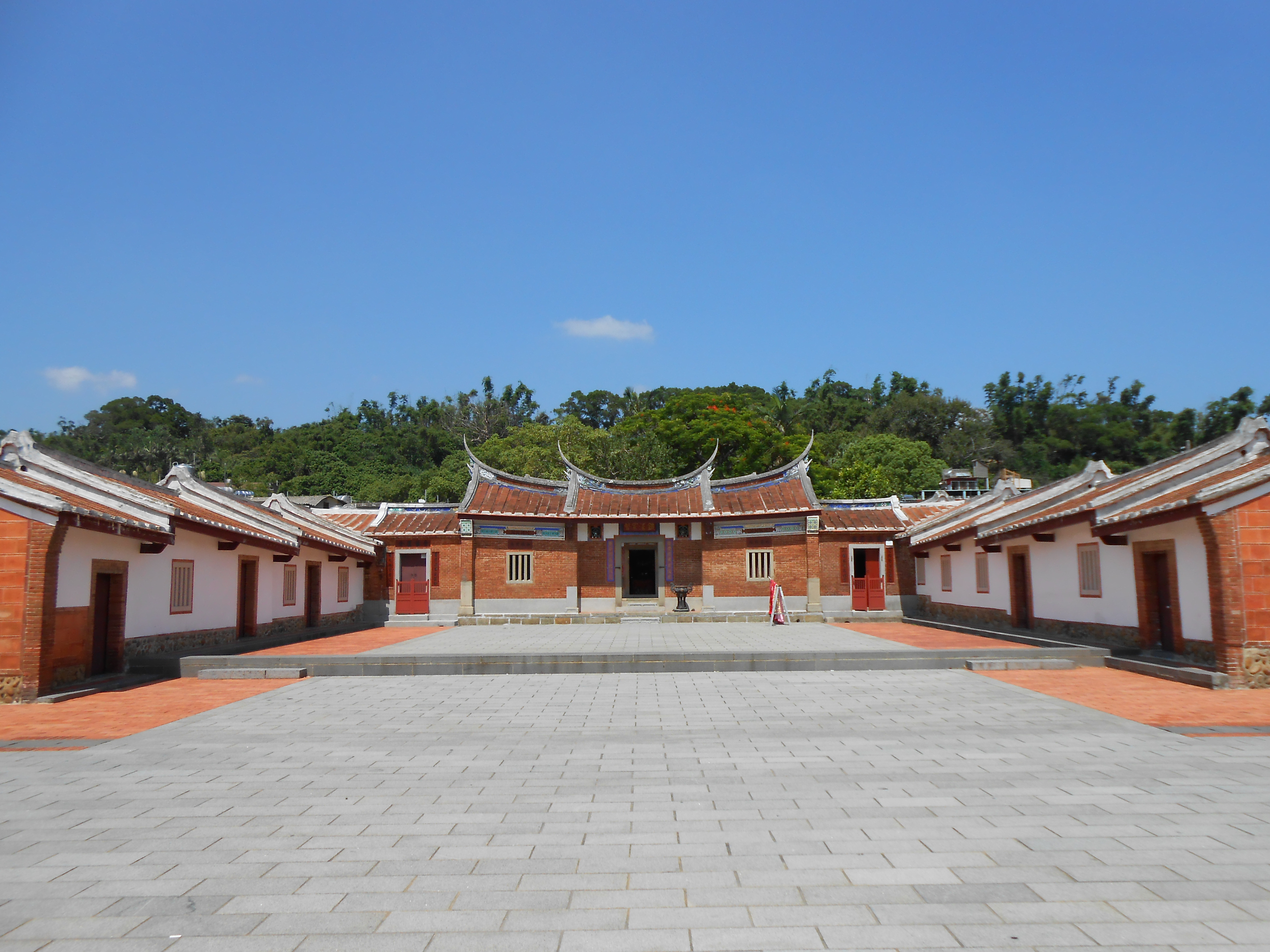
劉氏雙堂屋

- 吳濁流故居(外圍)吳濁流故居

### 休閒農業區
照門休閒農業區
又稱「九芎湖休閒農業區」，包含九芎湖及箭竹窩兩大區域，為舊時客家人群居在丘陵地凹陷處的集水區拓荒開墾，形成「湖窩」的部落景觀，更因當地生長大量的九芎樹和箭竹，而以此為名，當地的景點包括：
- 箭竹窩客家米食村
- 照門步道群 （页面存档备份，存于）
- 九芎湖步道 （页面存档备份，存于）
- 箭竹窩步道 （页面存档备份，存于）

大墩山休閒農業區
本區包含南平、北平及旱坑三大區域，為區內眾多丘陵形成「一堆土丘」的景觀，而以此為名，當地景點包括：
- 福祥仙人掌園藝中心
- 旱坑柿餅專區
- 南平水梨專業區
- 涼井生態園區

## 外部連結
- 新埔鎮公所 （页面存档备份，存于）
- YouTube上的新埔鎮公所頻道